# Bundek
Bundek je jezero i park u gradu Zagrebu. Područje jezera te livade i šume oko jezera protežu se od Mosta slobode do Mosta mladosti.
Jezero se nalazi u sjevernom dijelu Središća, južno od rijeke Save, a istočni predjeli parka na sjeveru Zapruđa. Upravnom podjelom iz 1999. pripada gradskoj četvrti Novi Zagreb – istok. Jezero Bundek se dijeli na Veliko jezero i Malo jezero.
Na Velikom jezeru uređena je Plaža Bundek veličine 10.000 m² na kojoj se tijekom ljetne sezone za sigurnost kupača brine spasilačka služba i liječnička služba, te se u sezoni kupanja redovito prati kvaliteta vode. Ulaz u jezero prilagođen je osobama s invaliditetom izgrađenom rampom koja omogućava pristup invalidskim kolicima. Malo jezero ostavljeno je kao prirodno stanište mnogobrojnih biljnih i životinjskih vrsta.
Područje oko jezera uređeno je kao zabavno-rekreativni park s postavljenih 10 kompleta za roštilj, betonski roštilji s vrtnim klupama i stolovima. Oko jezera uređena je biciklističko – rolerska staza duljine 1650 m, pješačka staza, te tri dječja igrališta. Dva igrališta prema uzrastu do i iznad 12 godina, te jedno za djecu s posebnim potrebama. Na istočnom dijelu Parka Bundek nalaze se dva terena za odbojku i rukomet na pijesku.
Godine 2005. potpuno su preuređeni park i jezero. Površina parka iznosi 545.000 m², od čega 470.000 m² otpada na zelene površine (travnjake), 50.000 m² na vodene površine (jezera), a 10.000 m² na pješačke staze.

## Galerija
- Pješačka staza i cvijeće
- Plaža Bundek
- Mjesto za penjanje
- Flora art 2010. na Bundeku
- Pogled na jugoistok prema Zapruđu

- Most na Bundeku
- Labudovi na jezeru
- Ljetni festival u Parku
- Crvena jabuka na Bundeku 2016. godine

## Vanjske poveznice
- Turistička zajednica grada Zagreba: Bundek  Arhivirana inačica izvorne stranice od 2. rujna 2018. (Wayback Machine)